# Paul Joseph Marie Giacobbi

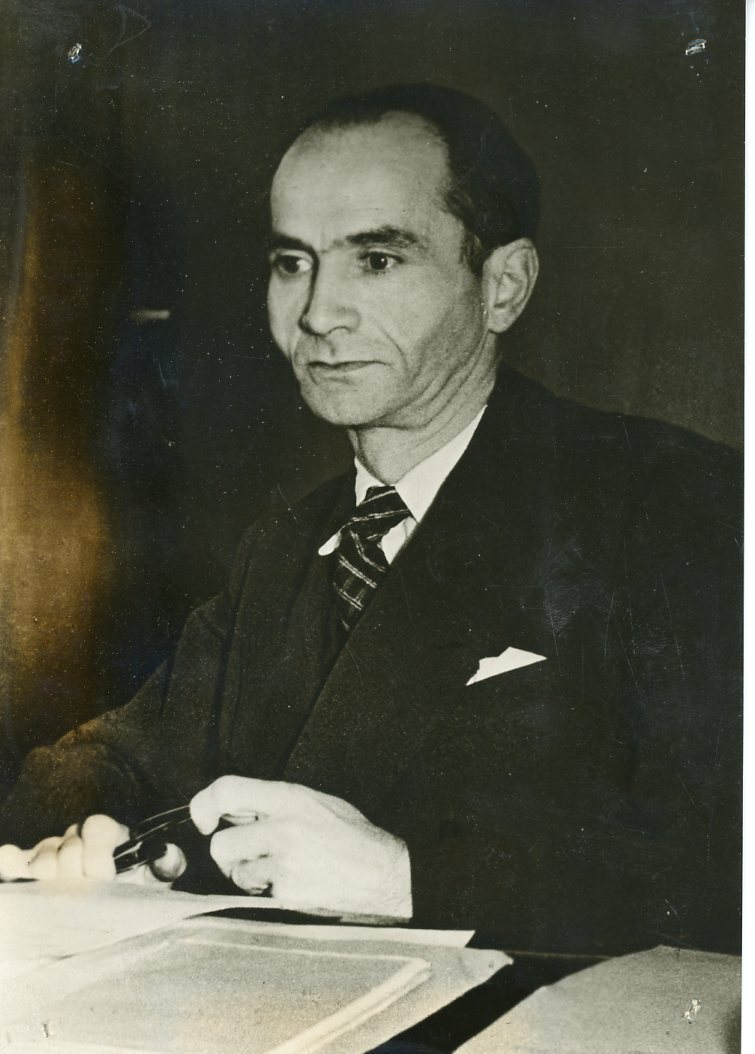
Paul Giacobbi (1944)

Paul Joseph Marie Giacobbi (* 18. März 1896 in Venaco, Département Corse; † 5. April 1951 in Neuilly-sur-Seine, Département Hauts-de-Seine) war ein französischer Politiker der PRRS (Parti républicain, radical et radical-socialiste), der unter anderem zwischen 1938 und 1945 Mitglied des Senats, mehrmals Minister sowie von 1945 bis 1951 Mitglied der Nationalversammlung war.

## Leben
Paul Joseph Marie Giacobbi, Sohn des Politikers Jules Joseph François Marius Giacobbi (1846–1919), der zwischen 1898 und 1903 sowie erneut von 1914 bis 1919 Mitglied der Abgeordnetenkammer und zwischenzeitlich von 1903 bis 1912 ebenfalls Mitglied des Senats war, war nach einem Studium der Rechtswissenschaften als Rechtsanwalt tätig. Er begann sein politisches Engagement für die Republikanische, radikale und radikal-sozialistische Partei PRRS (Parti républicain, radical et radical-socialiste) als er am 5. Februar 1922 erstmals Bürgermeister seiner Geburtsgemeinde Venaco wurde und dieses Amt bis zur deutschen Besetzung Frankreichs im Zweiten Weltkrieg zum 3. August 1940 bekleidete. Daneben war er vom 20. Juli 1925 bis zum 19. Juli 1927 sowie abermals zwischen dem 2. April 1928 und dem 3. August 1940 Mitglied des Generalrates des damaligen Département Corse und vertrat in diesem den Kanton Vezzani.
Am 28. 1938 wurde Giacobbi für das Département Corse Mitglied des Senats (Sénat) und gehörte diesem nominell bis zum 21. Oktober 1945 an. Dabei gehörte er zu den 80 Abgeordneten, die gegen das Verfassungsgesetz vom 10. Juli 1940 stimmten, welches der Regierung von Philippe Pétain die volle Autorität und alle Befugnisse, eine neue Verfassung der französischen Republik zu erlassen und zu verkünden, übertrug. Dieser Akt gilt als das Ende der Dritten Französischen Republik. Nach der Bildung des Komitees für die Nationale Befreiung CFLN (Comité français de libération nationale) in Algier am 7. Juni 1943 wurde er als Nachfolger von André Diethelm am 4. April 1944 Kommissar für Produktion (Commissaire à la Production). Als Nachfolger von Diethelm übernahm er am 4. April 1944 das Amt als Kommissar für Versorgung (Commissaire au Ravitaillement) ab und verblieb in dieser Funktion bis zum 4. September 1944.

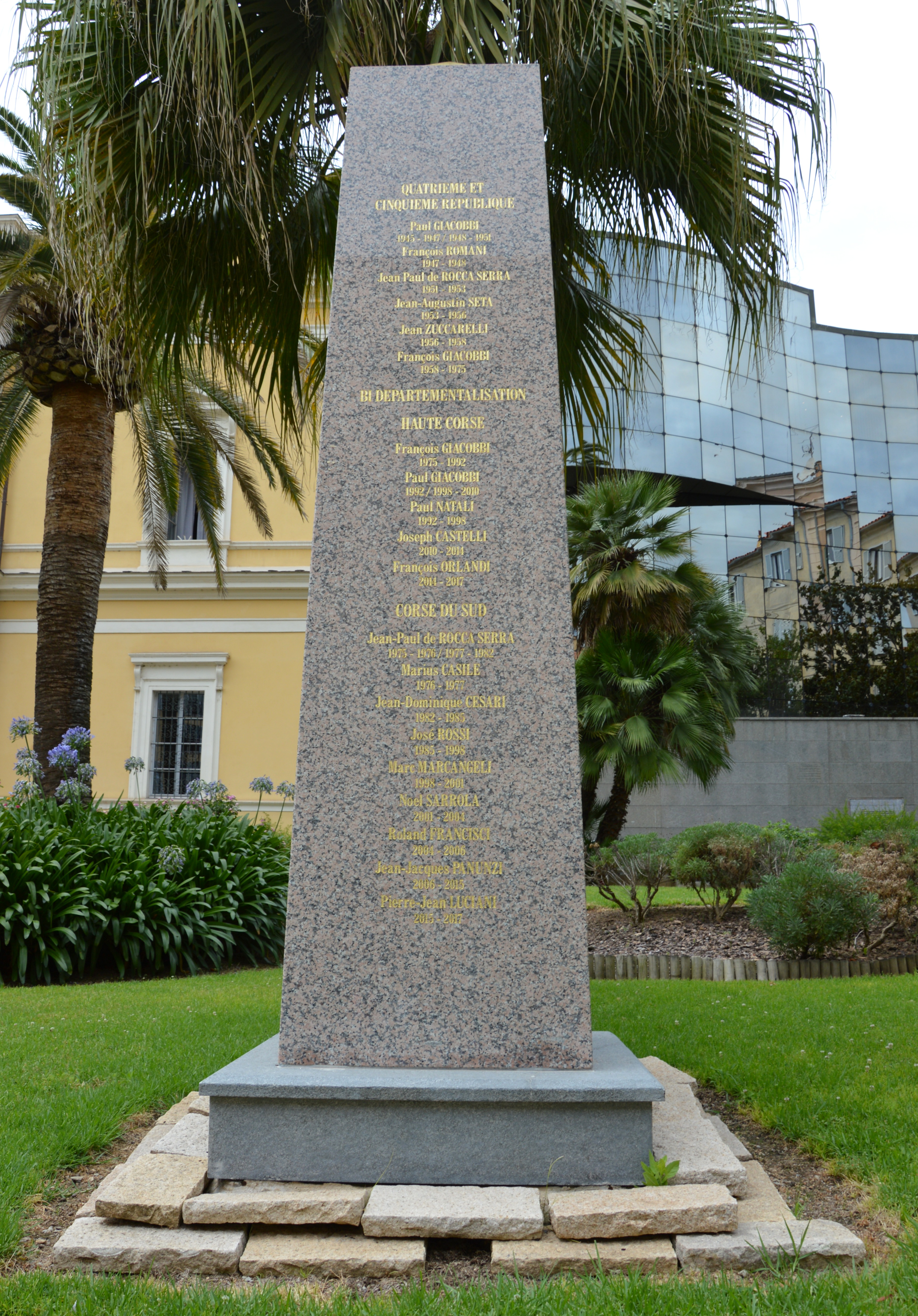
Giacobbi wurde zusammen mit 85 anderen Präsidenten des Generalrates, die in Korsika von 1790 bis 2017 tätig waren, auf dem Obelisk vor dem Palais in Ajaccio verewigt.

Während der Provisorischen Regierung der Französischen Republik bekleidete Giacobbi im Kabinett de Gaulle I als Nachfolger von René Pleven vom 16. September 1944 bis 21. Oktober 1945 das Amt als Minister für die Kolonien (Ministre des Colonies). Des Weiteren bekleidete er im ersten Kabinett de Gaulle zwischen dem 10. September 1944 und seiner Ablösung durch Paul Ramadier am 16. November 1944 zudem das Amt als Versorgungsminister. Bei der Kommunalwahl am 13. Mai 1945 wurde er erneut zum Mitglied des Generalrates des Département Corse gewählt, in dem er nunmehr bis zu seinem Tode am 5. April 1951 den Kanton Vezzani vertrat. Er war während seiner Mitgliedschaft von 1945 bis 1947 sowie erneut zwischen 1948 und 1951 Präsident des Generalrates. Des Weiteren wurde er bei der Kommunalwahl am 13. Mai 1945 auch wieder zum Bürgermeister von Venaco gewählt und hatte dieses Amt ebenfalls bis zum 5. April 1951 inne. Er wurde zusammen mit 85 anderen Präsidenten des Generalrates, die in Korsika von 1790 bis 2017 tätig waren, auf dem Obelisk vor dem Palais in Ajaccio verewigt.
Bei der Wahl am 21. Oktober 1945 wurde er für die SFIO im Département Corse zum Mitglied der Verfassunggebenden Nationalversammlung (Assemblée nationale constituante) und gehörte dieser beziehungsweise nach der Wahl am 2. Juni 1946 der Nationalversammlung (Assemblée nationale) vom 6. November 1945 bis zu seinem Tode am 5. April 1951 an, woraufhin Jacques Faggianelli diesen Wahlkreis gewann. Im Kabinett de Gaulle II übernahm Paul Giacobbi am 21. November 1945 das Amt als Minister für nationale Bildung und behielt dieses bis zum 26. Januar 1946.
Im Kabinett Queuille II bekleidete Paul Giacobbi zwischen dem 2. und dem 12. Juli 1950 für zehn Tage noch das Amt als Staatsminister und Minister für den öffentlichen Dienst und Verwaltungsreformen (Ministre d’Etat chargé de la Fonction publique et de la Réforme administrative). Zuletzt war er vom 12. Juli 1950 bis zum 10. März 1951 Minister ohne Geschäftsbereich mit der Zuständigkeit für die Wahlreform (Ministre sans portefeuille chargé de la réforme électorale) im Kabinett Pleven I.
Paul Giacobbi war der Vater des Politikers François Giacobbi (1919–1997), der von 1956 bis 1958 Mitglied der Nationalversammlung sowie zwischen 1962 und 1997 Senator war. Sein Enkel Paul Giacobbi (* 1957), Sohn von François Giacobbi, war von 2002 bis 2017 Mitglied der Nationalversammlung sowie zwischen 2010 und 2015 als Präsident des Exekutivrates und damit praktisch Regierungschef von Korsika.